# لا ویکتوریا (واییه دل کائوکا)
لا ویکتوریا (واییه دل کائوکا) (به اسپانیایی: La Victoria, Valle del Cauca) یک سکونتگاه مسکونی در کلمبیا است که در بخش بایه دل کائوکا واقع شده است.